# 影の棲む城
『影の棲む城』（Paladin of Souls）は、アメリカの作家ロイス・マクマスター・ビジョルドによる2003年のファンタジー小説。本作はヒューゴー、ローカス、ネビュラの各賞を受賞した。本作は『チャリオンの影』の続編であり、およそ3年後を舞台にしている。このシリーズは2018年のヒューゴー賞 シリーズ部門を受賞した五神教世界の一部である。
『影の棲む城』と前作の『チャリオンの影』（2001年）はともに岩がちな中世のチャリオン王国を舞台にしているが、これはレコンキスタ時代のカスティーリャ王国に相当する架空の王国である。

## あらすじ
本作はチャリオンの若き支配者イセーレの母イスタの物語である。家族にかけられた呪いが解け、年老いた母親が最近亡くなってから、イスタは自分が退屈して落ち着かないことに気がつく。自分を半ば狂っていると考えている保護者から逃れるために、ディ・グラ兄弟（前作の脇役）、賢く気が強い運び屋の少女リス、そしてイスタの霊的な導き手としての庶子神（チャリオン世界の五柱の神の一柱）の太った司祭ディ・カボンとともに巡礼のたびに出る。厄災と季節外れのものの神である庶子神が、イスタの強い抵抗にもかかわらず彼女の進む道を示す。
一行は隣接するジョコナ公国のロクナル族の襲撃部隊に制圧されて捕らえられるが、近くのポリフォルス城の城主で、強力な指導者でありさらに非常にハンサムなアリーズ率いるパトロール隊に救出される。イスタは彼に惹かれるが、彼が（呪いを解こうとした不運な試みの中で）自分が殺すのを手助けした男の息子であることを知る。さらに、アリーズにはカティラーラという若く美しい妻がいることも知る。
イスタは城内で謎に気がつく。アーヒスの異母兄であるイルヴィン卿はアリーズの午睡と同時に目覚めるが、それ以外の時間は意識がない。イスタは以前庶子神が送り込んだ不可解な夢の中でイルヴィンを見たことがあった。彼女は、再び神の道具になることを避けようとしたが、好奇心に負けてしまう。そして、アリーズが実際には死んでいることを知り、悲しむ。カティラーラは、イルヴィンの生命力の一部を夫に移すことで、夫を「生かしておく」よう魔に矯正したが、イスタには両方の男が急速に衰えてゆくのが見える。さらに複雑なことに、イルヴィンとイスタはお互いに惹かれあっている。
その後、ポリフォルス城はジョコナからのロクナル族の新たな軍勢に包囲され、そこにはソルドソ公と、公の母親のジョエン王女もいる。ジョエンは黄金将軍の年上の娘であり、運命の男として神から多くの賜物を受けた将軍が死んだ時に、その副作用として呪いが生まれた。ジョエンは、自分の息子を含む魔に取り憑かれた魔術師の軍だを作り上げ、必要な才能を持つ魂を「食べさせる」ことで慎重にそれぞれの魔を強化した。ジョエンは黄金将軍の挫折した運命を果たし、ロクナル化されていない領土を征服しようとしている。
ポリフォルス城とその守備部隊が魔の攻撃に苦しむ中、アリーズと選抜部隊が夜襲をかけて魔術師の一部を殺害するが、最終的に圧倒される。イスタは包囲を終わらせるために自分を人質としてジョエン王女の隠れ家に連れてゆくことを許すが、これは実際には残りの魔を庶子神のもとに送り返してジョエンを倒すためだった。イスタは、土地に解き放たれた他の魔を追い払うと言う庶子神からの仕事のオファーを受ける。おまけとして、イルヴィン卿もも付いてくる。

## 受賞
- ヒューゴー賞 長編小説部門（2004年）[3]
- ローカス賞 ファンタジイ長編部門（2004年）[3]
- ネビュラ賞 長編小説部門（2004年）[3]
- ヒューゴー賞 シリーズ部門（五神教シリーズの一部として、2018年）[1]